# جبل فلاوسن
جبل فلاوسن يقع في في سلسلة الأطلس التلي في جبال ترارة و هو أعلى قمة بها يبلغ ارتفاعه 1136 م. تقع عند سفحه مدينة ندرومة التي تبعد عن ساحل البحر المتوسط 6 كلم و عن مدينة تلمسان 60 كلم.